# 波因特港 (北卡羅萊納州)
波因特港（英語：Point Harbor）是位於美國北卡羅萊納州柯里塔克縣的非建制地區。

## 歷史
波因特港的郵局自1907年營運至今。

## 地理
波因特港所處的海拔為高於海平面2米（即7英呎），而該地所採用的時區為UTC-5，即北美东部时区（EST）。同時該地設有夏令時間，為UTC-5調快一小時，即UTC-4（EDT）。